# Много мъже за Люси
Много мъже за Люси (на английски: I'm with Lucy) е американо-френски филм от 2002 г. с Моника Потър в главната роля. Заснет е в Ню Йорк и Флорида.